# أرفيد اولسون
أرفيد اولسون (بالسويدية: Arvid Olsson)‏ هو نقابي وسياسي سويدي، ولد في 1888، وتوفي في 1958 في ستوكهولم في السويد. حزبياً، نشط في حزب العمال الديمقراطي الاشتراكي السويدي وSocialist Party (Sweden, 1929) ‏. وقد انتخب عضو البرلمان السويدي ‏.